# Amadito Valdés
Pour les articles homonymes, voir Valdés.
Amadito Valdés, né le 14 février 1946 à La Havane, est un batteur et percussionniste cubain. Il a étudié au conservatoire de La Havane avec les maîtres Guillermo Barreto et Alfredo de los Reyes.
Il est l'inventeur d'un style unique d'improvisation aux timbales, qui mélange rythmes Afro en 6/8 avec rythmes syncopés de son cubain en 2/2.

## Biographie
Amadito Valdés a collaboré avec les plus grands big bands cubains depuis les années 1970 et enregistré des albums avec Las d'Aida, Paquito d'Rivera, Emiliano Salvador, Bebo Valdés, Las Estrellas de Areito et Peruchin.
Depuis 1997, il a travaillé avec Afro-Cuban All Stars, Rubén González et Buena Vista Social Club.
En 2003, son album solo Bajando Gervasio a été nommé au Grammy Award du meilleur album de musique tropicale traditionnelle.